# Vide du Bouvier
Le vide du Bouvier, ou Grand Vide, est une région de l'espace intergalactique de très grande taille mais contenant très peu de galaxies. Elle doit son nom à la constellation du Bouvier au voisinage de laquelle se trouvent ces galaxies. De forme sphéroïde, son centre se situe approximativement à 14h 20m d'ascension droite et à 46° de déclinaison.

## Description

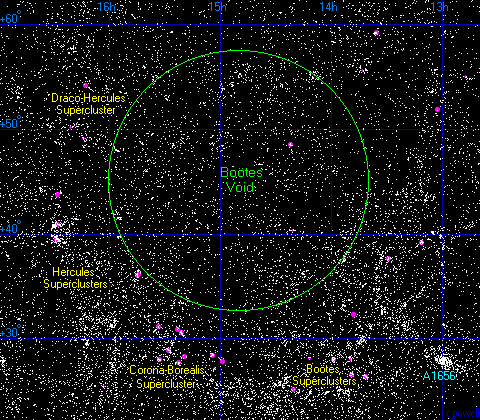
Carte du Vide du Bouvier

Avec près de 330 millions d'années-lumière de diamètre, le vide du Bouvier est un des plus grands vides connus dans l'Univers, et on le qualifie de supervide. Il a été découvert par Robert Kirshner et al. (1981) à l'occasion d'un relevé des décalages vers le rouge des galaxies.
D'autres astronomes découvrirent bientôt que ce vide contenait quelques galaxies. En 1987, J. Moody, Robert Kirshner, G. MacAlpine, et S. Gregory publièrent leur découverte de huit galaxies. M. Strauss et John Huchra annoncèrent la découverte de trois galaxies supplémentaires en 1988, et Greg Aldering, G. Bothun, Robert P. Kirshner, et Ron Marzke celle de quinze autres en 1989. Vers 1997, le vide du Bouvier était réputé contenir 60 galaxies.
Selon l'astronome Greg Aldering, l'échelle du vide est telle que « si la Voie Lactée était au centre du Vide, nous n'aurions pas su qu'il existait d'autres galaxies avant les années 1960 ».
Le superamas d'Hercule forme une partie de la bordure proche du Vide.

## Théories
On a émis l'idée théorique[Qui ?] que le vide du Bouvier se serait formé à partir de vides de dimensions inférieures, comme les bulles de savon qui se rassemblent par coalescence pour en former de plus grandes. Cela rendrait compte du petit nombre de galaxies peuplant une région de forme vaguement tubulaire qui s'étend au milieu du Vide.